# Karel Melíšek
Karel Melíšek (30. června 1905, Praha – 3. prosince 1942, Praha) byl český hudebník, redaktor, tramp, scenárista, libretista, příležitostný herec a režisér, písňový textař, otec spisovatele a scenáristy Jiřího Melíška, blízký spolupracovník trampského písničkáře a libretisty Jarky Mottla a hudebního skladatele Josefa Stelibského. Jedná se o autora asi 20 scénářů k českým hraným filmům, autora libret k několika operetám a autora několika stovek písňových textů.
V roce 1932 spolupracoval s pražským kabaretem Červené eso, pro který připravil s dalšími spoluautory (Ferenc Futurista, Jára Kohout, Josef Gruss) texty třech programů, z nichž nejúspěšnější byla Loď živých.

## Scénáře, výběr
- 1940 – Artur a Leontýna
- 1939 – Dobře situovaný pán
- 1938 – Ideál septimy
- 1937 – Falešná kočička
- 1937 – Otec Kondelík a ženich Vejvara
- 1937 – Vdovička spadlá s nebe
- 1937 – Žena pod křížem
- 1936 – Světlo jeho očí
- 1935 – Pozdní láska
- 1934 – Na Svatém Kopečku
- 1934 – Nezlobte dědečka

## Režie
- 1936 – Útok na Prahu

## Texty filmových písní
- 1942 – Valentin Dobrotivý
- 1941 – Pražský flamendr
- 1940 – Štěstí pro dva
- 1940 – Konečně sami
- 1939 – Osmnáctiletá
- 1939 – Dědečkem proti své vůli
- 1939 – Dobře situovaný pán
- 1938 – Svatební cesta
- 1938 – Holka nebo kluk?
- 1938 – Ideál septimy
- 1937 – Vdovička spadlá s nebe
- 1937 – Výdělečné ženy
- 1937 – Rozvod paní Evy
- 1937 – Armádní dvojčata
- 1937 – Falešná kočička
- 1936 – Sextánka
- 1936 – Světlo jeho očí
- 1935 – Pozdní láska
- 1935 – Jedna z milionu
- 1934 – Žena, která ví co chce
- 1934 – Nezlobte dědečka
- 1933 – Exekutor v kabaretu

## Libreta
- Gaučo a dáma
- Ostrov milování[5]